# Tour der französischen Rugby-Union-Nationalmannschaft nach Fidschi und Neuseeland 1979
| Tour der Franzosen nach Ozeanien 1979 | Tour der Franzosen nach Ozeanien 1979 | Tour der Franzosen nach Ozeanien 1979 | Tour der Franzosen nach Ozeanien 1979 | Tour der Franzosen nach Ozeanien 1979 |
| Übersicht                             | S                                     | G                                     | U                                     | N                                     |
| ------------------------------------- | ------------------------------------- | ------------------------------------- | ------------------------------------- | ------------------------------------- |
| Test Matches                          | 02                                    | 1                                     | 0                                     | 1                                     |
| Sonstige Spiele                       | 08                                    | 6                                     | 0                                     | 2                                     |
| Gesamt                                | 10                                    | 7                                     | 0                                     | 3                                     |
|                                       |                                       |                                       |                                       |                                       |
| Neuseeland                            | 2                                     | 1                                     | 0                                     | 1                                     |

Die Tour der französischen Rugby-Union-Nationalmannschaft nach Ozeanien 1979 umfasste eine Reihe von Freundschaftsspielen der französischen Rugby-Union-Nationalmannschaft. Sie reiste von Mitte Juni bis Mitte Juli 1979 durch Fidschi, Neuseeland und Französisch-Polynesien, wobei sie während dieser Zeit zehn Spiele bestritt. Darunter waren zwei Test Matches gegen die neuseeländische Nationalmannschaft, die mit einem Sieg und einer Niederlage endeten. Auf dem Programm standen auch zwei nicht als Test Matches gewertete Länderspiele gegen die fidschianische und die tahitianische Nationalmannschaft, die beide gewonnen werden konnten. Bei sechs Partien gegen neuseeländische Auswahlteams resultierten vier Siege und zwei Niederlagen.

## Spielplan
- Hintergrundfarbe grün = Sieg
- Hintergrundfarbe rot = Niederlage

(Test Matches sind grau unterlegt; Ergebnisse aus der Sicht Frankreichs)
| #  | Datum         | Gegner                              | Ort          | Stadion            | Ergebnis |
| -- | ------------- | ----------------------------------- | ------------ | ------------------ | -------- |
| 1  | 16. Juni 1979 | Fidschi                             | Suva         | Buckhurst Park     | 13:4     |
| 2  | 20. Juni 1979 | Marlborough Rugby Union             | Blenheim     | Lansdowne Park     | 35:15    |
| 3  | 18. Juni 1979 | Waikato Rugby Union                 | Hamilton     | Rugby Park         | 15:18    |
| 4  | 22. Juni 1979 | North Auckland Rugby Football Union | Whangārei    | Okara Park         | 16:3     |
| 5  | 30. Juni 1979 | Wellington Rugby Football Union     | Wellington   | Athletic Park      | 14:9     |
| 6  | 03. Juli 1979 | Hawke’s Bay Rugby Union             | Napier       | McLean Park        | 31:13    |
| 07 | 07. Juli 1979 | Neuseeland                          | Christchurch | Lancaster Park     | 9:23     |
| 08 | 10. Juli 1979 | Southland Rugby Foorball Union      | Invercargill | Rugby Park Stadium | 11:12    |
| 09 | 14. Juli 1979 | Neuseeland                          | Auckland     | Eden Park          | 24:19    |
| 10 | 16. Juli 1979 | Tahiti                              | Papeete      |                    | 92:12    |

## Test Matches
| 7. Juli 1979 | Neuseeland                                                                           | 23 : 9         | Frankreich                                              | Lancaster Park, Christchurch Zuschauer: 40.000 Schiedsrichter: John West (Irland) |
| 7. Juli 1979 | Versuche: Donaldson Watts S. Wilson Erhöhungen: B. Wilson Straftritte: B. Wilson (3) | (10:3) Bericht | Versuche: Mesny Erhöhungen: Aguirre Dropgoals: Caussade | Lancaster Park, Christchurch Zuschauer: 40.000 Schiedsrichter: John West (Irland) |

Aufstellungen:
- Neuseeland: Andy Dalton, Mark Donaldson, Andy Haden, Lyndon Jaffray, Brad Johnstone, Gary Knight, Graham Mourie , Frank Oliver, Bruce Robertson, Leicester Rutledge, Gary Seear, Murray Taylor, Murray Watts, Bev Wilson, Stu Wilson 
 Auswechselspieler: Wayne Graham
- Frankreich: Jean-Michel Aguirre, Jean-Luc Averous, Christian Béguerie, Alain Caussade, Didier Codorniou, Guy Colomine, Frédéric Costes, Philippe Dintrans, Francis Haget, Jean-Luc Joinel, Yves Lafarge, Patrick Mesny, Robert Paparemborde, Jean-Pierre Rives , Patrick Salas

| 14. Juli 1979 | Neuseeland                                                                  | 19 : 24        | Frankreich | Eden Park, Auckland Zuschauer: 57.000 Schiedsrichter: John West (Irland) |
| 14. Juli 1979 | Versuche: Mourie S. Wilson Erhöhungen: B. Wilson Straftritte: B. Wilson (3) | (7:11) Bericht | Versuche: Averous, Caussade, Codorniou, Gallion Erhöhungen: Caussade Straftritte: Jean-Michel Aguirre Dropgoals: Caussade | Eden Park, Auckland Zuschauer: 57.000 Schiedsrichter: John West (Irland) |

Aufstellungen:
- Neuseeland: Andy Dalton, Mark Donaldson, Andy Haden, Lyndon Jaffray, Brad Johnstone, Gary Knight, Graham Mourie , Frank Oliver, Bruce Robertson, Leicester Rutledge, Gary Seear, Murray Taylor, Murray Watts, Bev Wilson, Stu Wilson
- Frankreich: Jean-Michel Aguirre, Jean-Luc Averous, Alain Caussade, Didier Codorniou, Frédéric Costes, Philippe Dintrans, Daniel Dubroca, Jérôme Gallion, Francis Haget, Jean-Luc Joinel, Alain Maleig, Patrick Mesny, Robert Paparemborde, Jean-Pierre Rives , Patrick Salas

## Kader

### Management
- Tourmanager: Yves Noé
- Trainer: Fernand Cazenave, Jean Desclaux
- Kapitän: Jean-Pierre Rives

### Spieler
| Spieler             | Position         | Mannschaft            |
| ------------------- | ---------------- | --------------------- |
| Jérôme Gallion      | Gedrängehalb     | RC Toulon             |
| Yves Lafarge        | Gedrängehalb     | AS Montferrand        |
| Alain Caussade      | Verbinder        | FC Lourdes            |
| Guy Laporte         | Verbinder        | SC Graulhet           |
| Didier Codorniou    | Innendreiviertel | RC Narbonne           |
| Michel Duffranc     | Innendreiviertel | US Tyrosse            |
| Patrick Mesny       | Innendreiviertel | Racing Club de France |
| Jean-Luc Averous    | Außendreiviertel | La Voulte Sportif     |
| Frédéric Costes     | Außendreiviertel | AS Montferrand        |
| Daniel Bustaffa     | Außendreiviertel | US Carcassonne        |
| Laurent Pardo       | Außendreiviertel | Stadoceste Tarbais    |
| Jean-Michel Aguirre | Schlussmann      | Stade Bagnérais       |
| Serge Blanco        | Schlussmann      | Biarritz Olympique    |

| Spieler               | Position             | Mannschaft         |
| --------------------- | -------------------- | ------------------ |
| Philippe Dintrans     | Hakler               | Stadoceste Tarbais |
| Daniel Dubroca        | Hakler               | SU Agen            |
| Jean-François Perche  | Pfeiler              | US Bressane        |
| Guy Colomine          | Pfeiler              | RC Narbonne        |
| Robert Paparemborde   | Pfeiler              | Section Paloise    |
| Francis Haget         | Zweite-Reihe-Stürmer | Biarritz Olympique |
| Alain Maleig          | Zweite-Reihe-Stürmer | FC Oloron          |
| Jean-François Marchal | Zweite Reihe-Stürmer | FC Lourdes         |
| Patrick Salas         | Zweite-Reihe-Stürmer | RC Narbonne        |
| Jean-Luc Joinel       | Flügelstürmer        | CA Brive           |
| Jean-Pierre Rives     | Flügelstürmer        | Stade Toulousain   |
| Yves Malquier         | Nummer Acht          | RC Narbonne        |
| Christian Béguerie    | Nummer Acht          | SU Agen            |